# 石貫宏臣
石貫 宏臣（いしぬき ひろおみ、1969年6月5日 - ）は、福岡県久留米市出身の元プロ野球選手（投手、左投左打）・コーチ。

## 来歴・人物

### プロ入り前
西日本短大附高では、エースとして甲子園に2回出場。2年時の1986年夏の選手権は、1回戦で県岐阜商の大野直（法大－熊谷組－NTT関東）と投げ合うが完封負け。翌1987年春の選抜では、1回戦でこの大会に優勝したPL学園と対戦。野村弘樹、橋本清の継投の前に惜敗した。夏の県大会では7回参考記録ながらノーヒットノーランを達成。投手としては小柄ながら、速球を武器にしていた。当時のチームメイトには、同期に後にロッテでも同僚となる柴原浩、1年上に青柳進、後藤将和（ダイエー）、2年下に新庄剛志と、自身と同じく卒業後にNPBの球団へ入る選手が揃っていた。
1987年のNPBドラフト会議で、広島東洋カープからの2位指名を受けて入団。

### プロ入り後
入団3年目の1990年に一軍公式戦へのデビューを果たすと、ワンポイントリリーフで3試合に登板した。
1991年には、チームに不足していた左腕の中継ぎ要員として、一軍公式戦46試合に登板。6月2日の対ヤクルトスワローズ戦（長岡市悠久山野球場）で一軍初勝利、7月21日の対横浜大洋ホエールズ戦（横浜スタジアム）で一軍初セーブを挙げた。一軍公式戦全体で5勝1敗1セーブ、防御率1.98という好成績を残すとともに、チームのセントラル・リーグ優勝に貢献した。同年の西武ライオンズとの日本シリーズでは3試合に中継ぎとして登板している。
1992年には、一軍公式戦32試合に登板したものの、0勝2敗、防御率5.20と不振。前年の登板過多の影響で左肩を痛めたこともあって、1993年以降は一軍公式戦への登板機会がなかった。
1995年には、公式戦開幕直後の4月に、金銭トレードで地元球団の福岡ダイエーホークスへ移籍。しかし、一軍への昇格を果たせないまま、シーズン終了後に戦力外通告を受けた。通告後に千葉ロッテマリーンズへの入団テストを経て移籍するが、一軍公式戦への登板には至らず、1996年限りで現役を引退した。

### 現役引退後
引退後は、ロッテに残り1997年から打撃投手に転身した。後に一軍チーフスコアラーを兼務。公式戦の試合中には、ベンチ内でデータ分析を担当していた。2017年からは、新設ポストの一軍戦略コーチを務める。同年10月11日に来季コーチ契約を行わないことを通告された。
以降はフロント入りし、2023年現在は査定担当。

## 詳細情報

### 年度別投手成績
| 年 度     | 球 団     | 登 板 | 先 発 | 完 投 | 完 封 | 無 四 球 | 勝 利 | 敗 戦 | セ 丨 ブ | ホ 丨 ル ド | 勝 率 | 打 者 | 投 球 回 | 被 安 打 | 被 本 塁 打 | 与 四 球 | 敬 遠 | 与 死 球 | 奪 三 振 | 暴 投 | ボ 丨 ク | 失 点 | 自 責 点 | 防 御 率 | W H I P |
| --------- | --------- | ----- | ----- | ----- | ----- | -------- | ----- | ----- | -------- | ----------- | ----- | ----- | -------- | -------- | ----------- | -------- | ----- | -------- | -------- | ----- | -------- | ----- | -------- | -------- | ------- |
| 1990      | 広島      | 3     | 0     | 0     | 0     | 0        | 0     | 0     | 0        | --          | ----  | 7     | 1.0      | 3        | 1           | 1        | 0     | 0        | 2        | 0     | 0        | 2     | 2        | 18.00    | 4.00    |
| 1991      | 広島      | 46    | 1     | 0     | 0     | 0        | 5     | 1     | 1        | --          | .833  | 203   | 50.0     | 30       | 3           | 30       | 3     | 2        | 37       | 6     | 0        | 13    | 11       | 1.98     | 1.20    |
| 1992      | 広島      | 32    | 1     | 0     | 0     | 0        | 0     | 2     | 0        | --          | .000  | 131   | 27.2     | 34       | 3           | 15       | 1     | 2        | 17       | 1     | 0        | 17    | 16       | 5.20     | 1.77    |
| 通算：3年 | 通算：3年 | 81    | 2     | 0     | 0     | 0        | 5     | 3     | 1        | --          | .625  | 341   | 78.2     | 67       | 7           | 46       | 4     | 4        | 56       | 7     | 0        | 32    | 29       | 3.32     | 1.44    |

### 記録
- 初登板：1990年6月19日、対ヤクルトスワローズ戦（明治神宮野球場）、5回裏1死で救援登板、0/3回無失点
- 初勝利：1991年6月2日、対ヤクルトスワローズ戦（長岡）、7回2死から救援登板、1回1/3無失点
- 初セーブ：1991年7月21日、対大洋ホエールズ戦（横浜スタジアム）、8回裏から登板・完了、2回無失点

### 背番号
- 48 （1988年 - 1991年、1996年）
- 19 （1992年 - 1995年途中）
- 59 （1995年途中 - 同年終了）
- 107 （1997年 - 2005年、2007年 ‐ 2016年）
- 85 （2017年）